# Джеймс Крюс
Джеймс Якоб Хинрих Крюс (собственото име на английски, другите на немски: James Jacob Hinrich Krüss) е един от най-известните германски писатели на литература за деца.

## Биография и творчество
Джеймс Якоб Хинрих Крюс е роден на 31 май 1926 г. на остров Хелголанд, Шлезвиг-Холщайн, Германия.
Крюс е стара моряшка фамилия. Прадядото на писателя бил ловец на раци. Сладкодумно разказвал, измислял стихчета и игрословици. „На малък остров човек няма какво да прави, освен да развива въображението си.“ – пише Джеймс Крюс – „Детският писател се отличава от другите по едно свое свойство: даже в епохи, които изглеждат безнадеждни, той запазва мъжеството на надеждата.“
Надеждата води бъдещия писател, когато шестнайсетгодишен напуска острова. Учи в педагогически институт. В Мюнхен се запознава с Ерих Кестнер, който го насърчава да пише за деца. През 1956 г. е отпечатан романът „Фарът при подмолите на раците“. Първият литературен успех на Джеймс Крюс е романът му „Моят прадядо и аз“ (1959) – отличен с Немската награда за детска и юношеска литература. Следват „Флорентина“ (1961), „Тим Талер или продаденият смях“ (1962).
През 1966 г. Джеймс Крюс се преселва на най-големия от Канарските острови – Тенерифе, където остава до смъртта си – 2 август 1997 г. и публикува десетки книги, между които и романа „Моят прадядо, героите и аз“ (1967).
През 1968 г. за цялостното си творчество получава най-високата награда за детска литература – медала „Ханс Кристиан Андерсен“.
Джеймс Крюс умира на 2 август 1997 г. на Гран Канария, Канарски острови, Испания. Погребан е на родния си остров, където има направен музей в негова чест.
На български език са преведени книгите му „Куклите на Тим Талер“, „Тим Талер или продаденият смях“, „Флорентина“, „Моят прадядо и аз“, „Моят прадядо, героите и аз“, „Щастливите острови зад вятъра“.